# Белогрудый голубь
Белогрудый голубь (лат. Columba leuconota) — вид птиц из семейства голубиных.

## Описание
Белогрудый голубь достигает длины 35 см. Голова от тёмно-серого до чёрного цвета. Шея, а также грудь белые. Спина и кроющие крыльев светло-бурые. Остальные перья крыльев светло-серые. Перья хвоста чёрные с широкой белой полосой.

## Распространение
Белогрудый голубь обитает в Восточной Азии в Гималаях. Ареал простирается от Афганистана через Непал и Тибет до западного Китая и северо-запада Мьянмы. Летом его можно наблюдать также на юго-западе Туркестана. Площадь ареала составляет примерно 2,7 млн км².
Местообитания — это высокогорья. В Непале белогрудый голубь гнездится, к примеру, на высоте от 4000 до 5000 м над уровнем моря. В Тибете голубь ежедневно предпринимал вертикальные перелёты на высоту до 2000 м. Спальные районы белогрудых голубей расположены на высоте от 4600 до 5000 м над уровнем моря. Поиски питания проходят, напротив, на высоте примерно 2600 м над уровнем моря. Утром голуби большими стаями летят вниз вдоль склонов скал, а во второй половине дня снова вверх. На местах кормёжки их часто можно наблюдать вместе со скалистыми голубями.

## Питание
Белогрудые голуби питаются семенами и ягодами.

## Размножение
Гнездо птицы сооружают в расщелинах скал и пещерах. Часто гнездятся колониями. В кладке 2 яйца. Инкубационный период составляет 18 дней.

## Фото

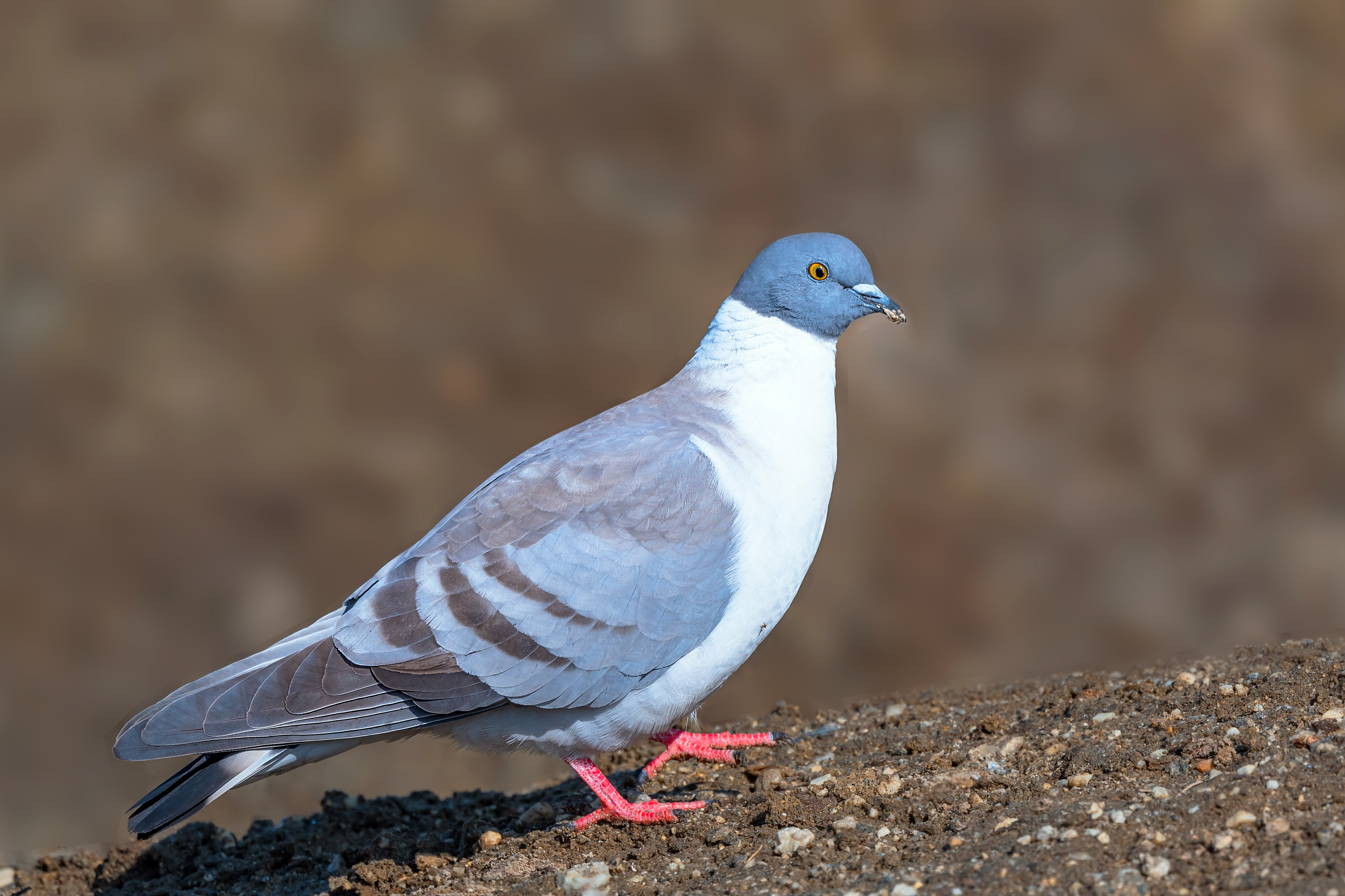
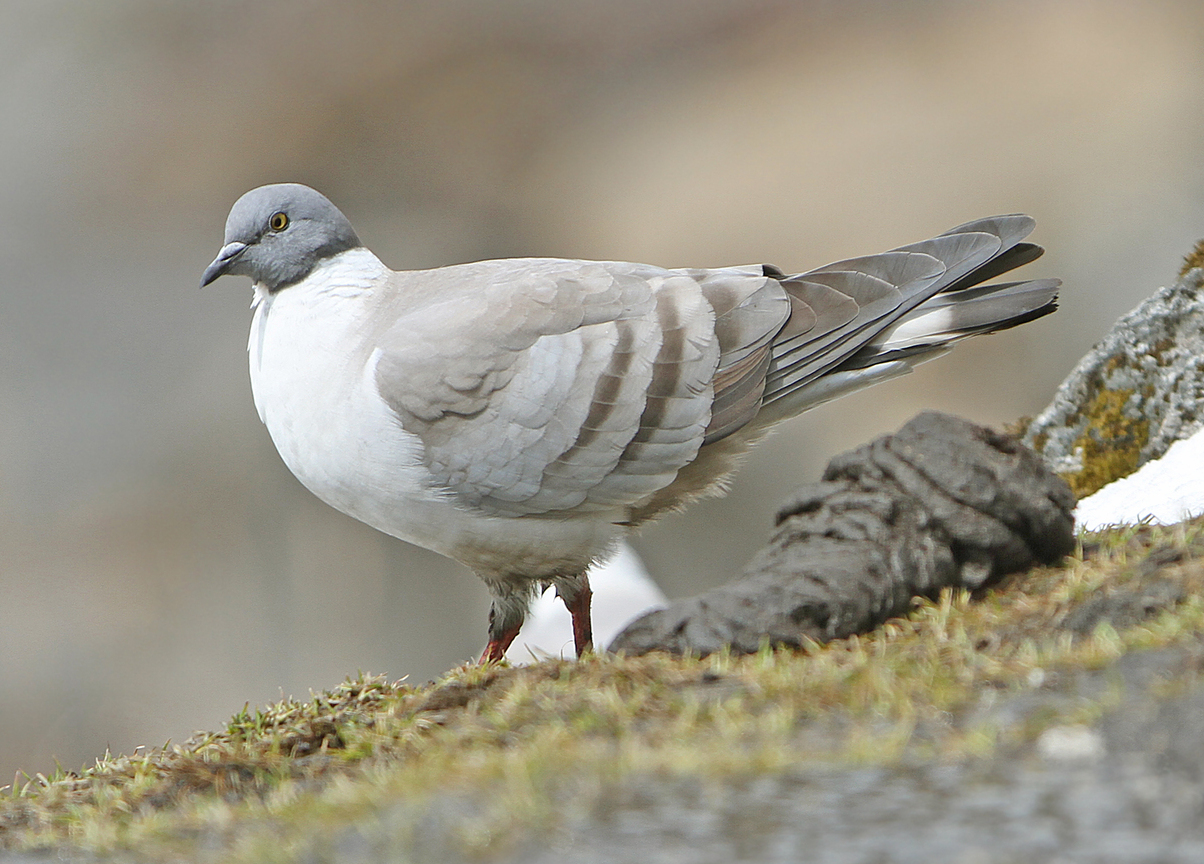
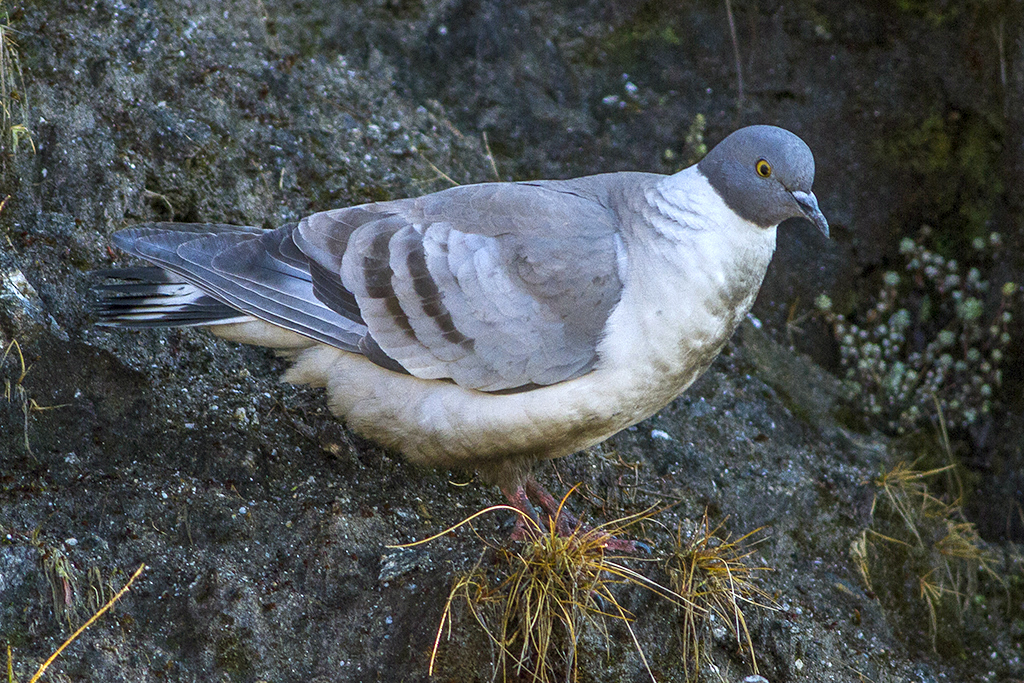
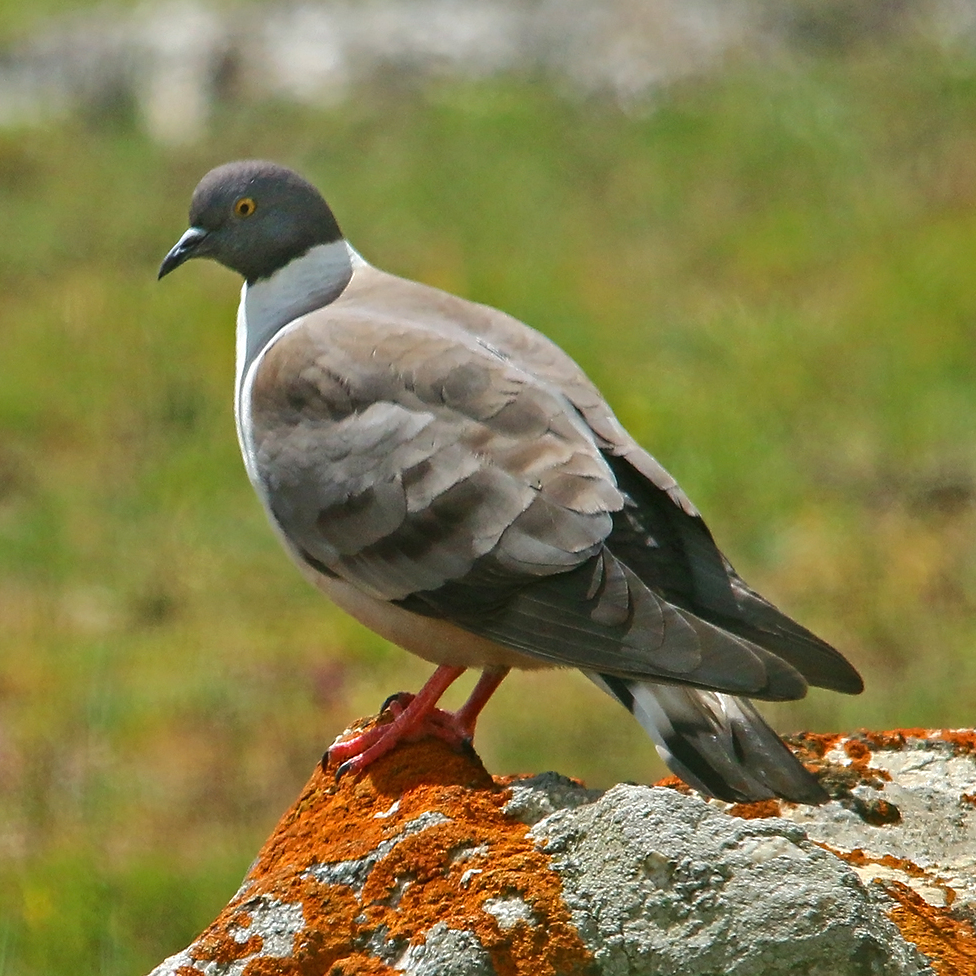
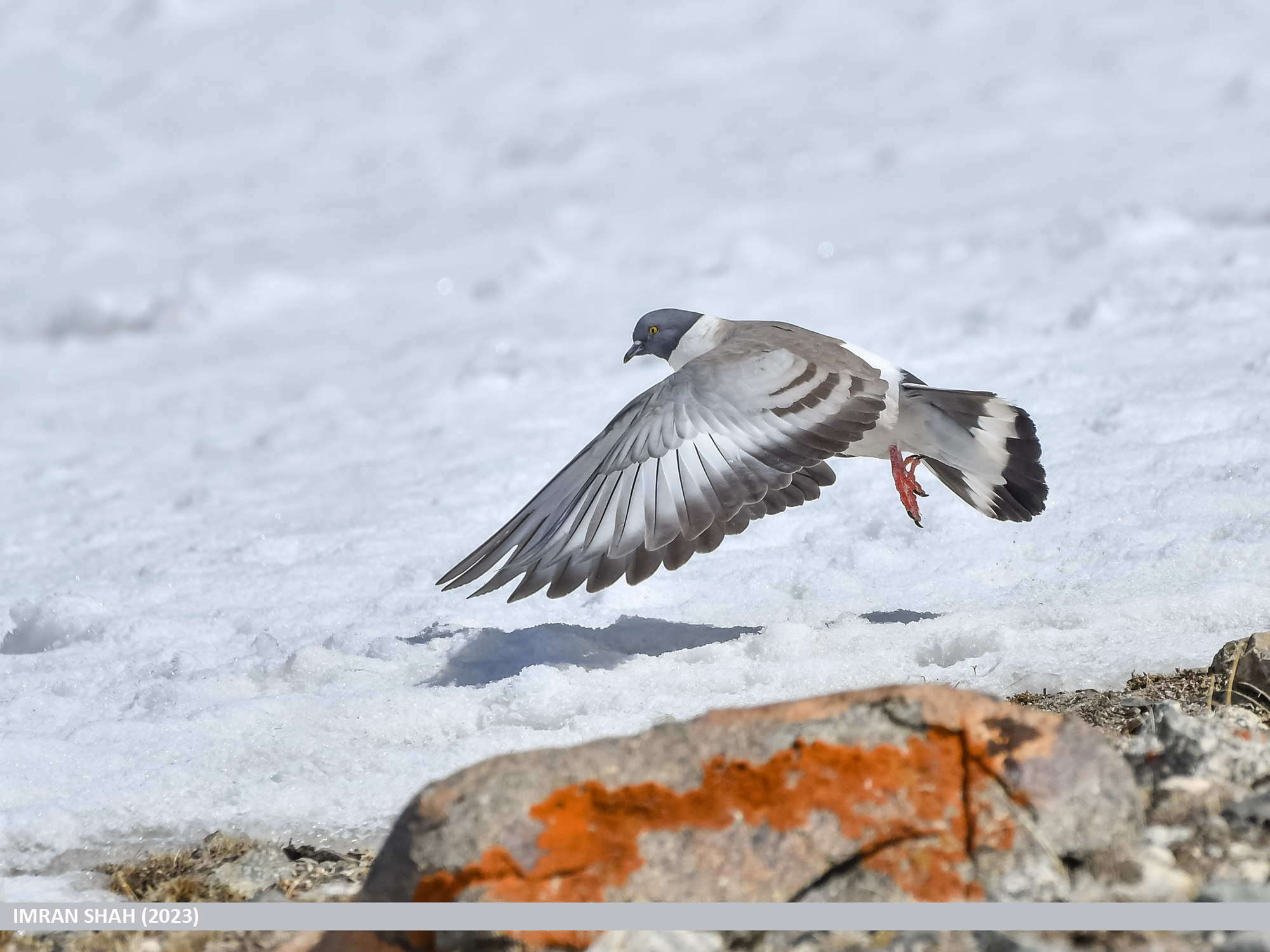
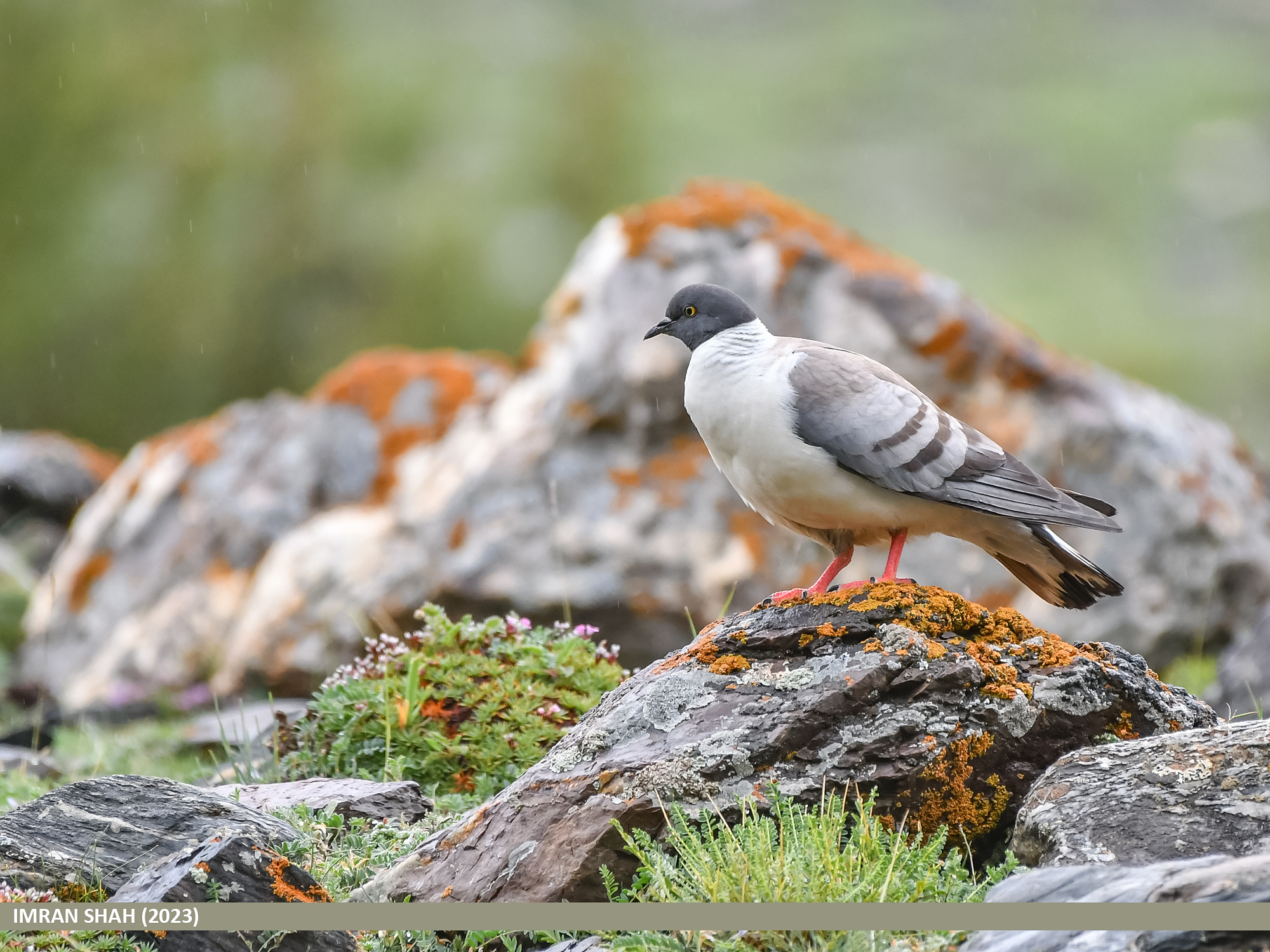
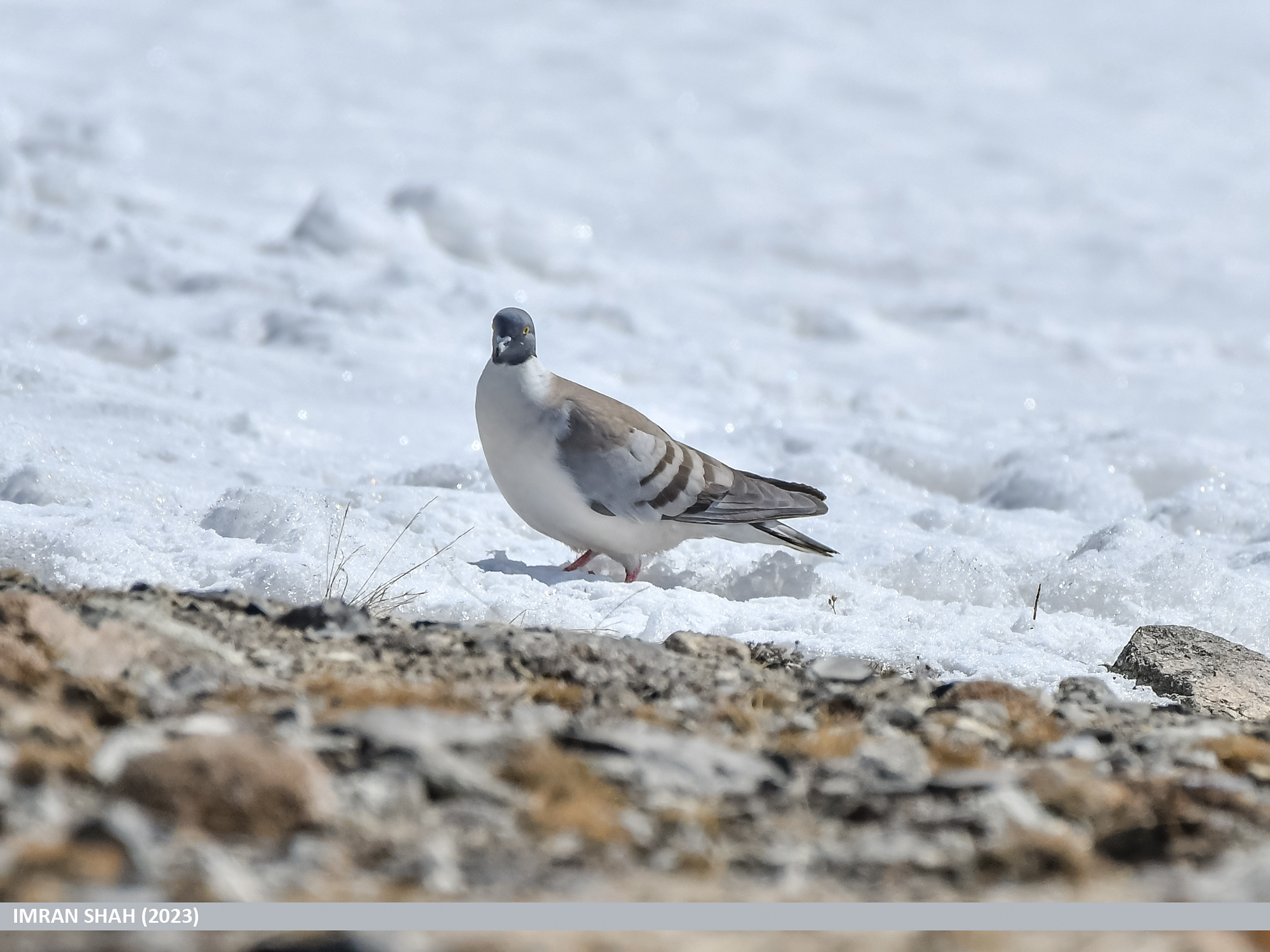
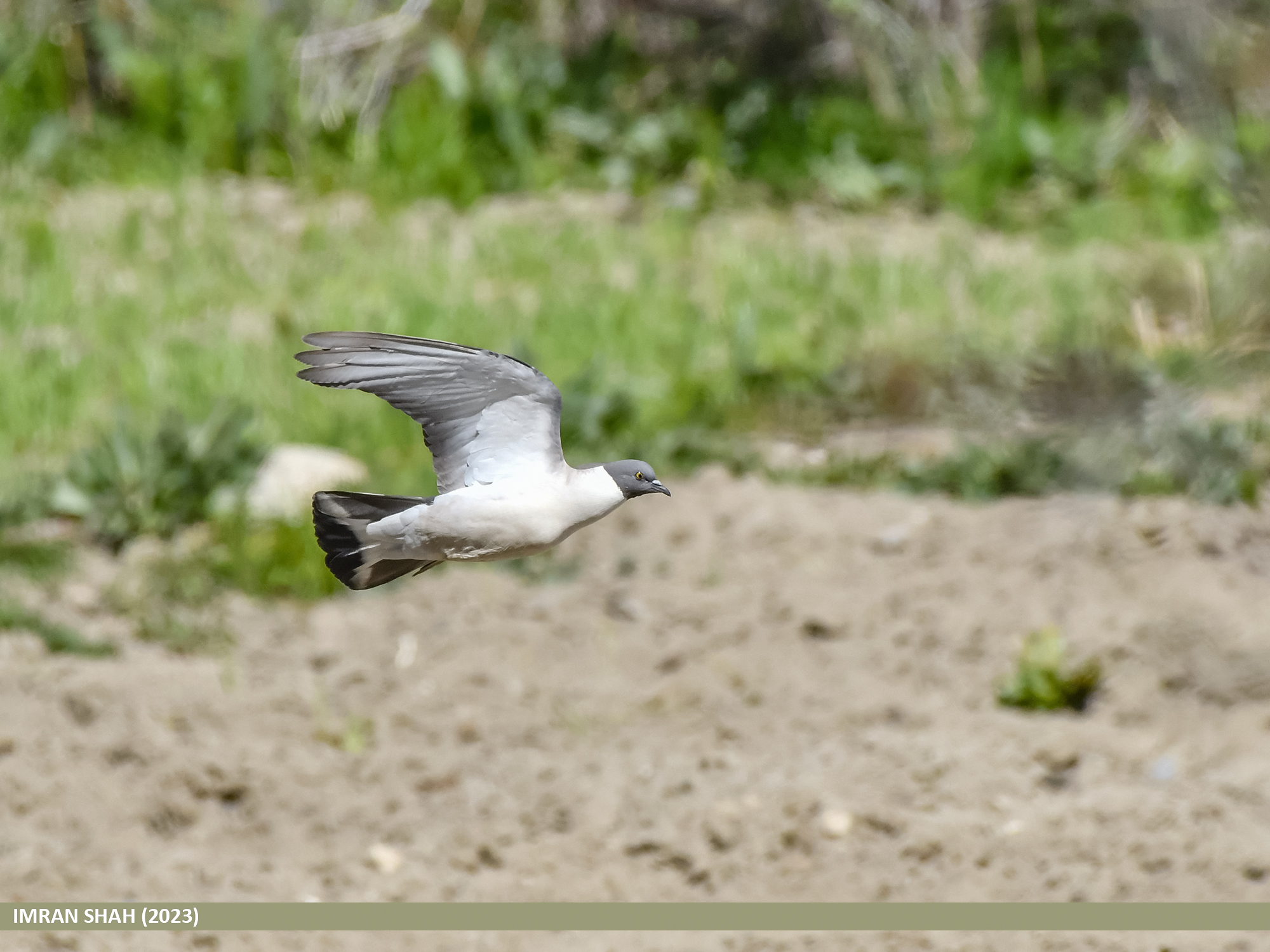
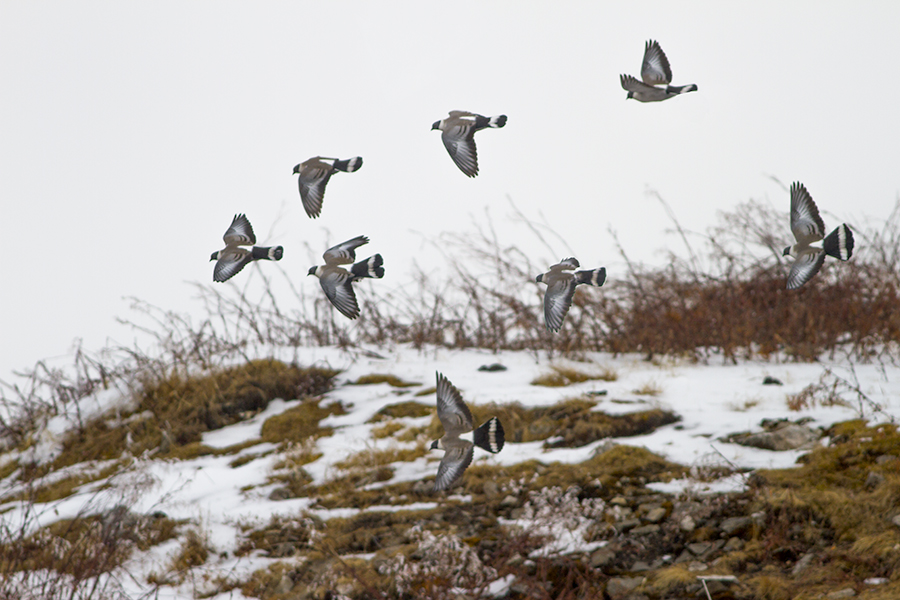